# Choi Eun-kyung
Choi Eun-kyung (Koreaans: 최은경) ( Seoel, 26 december 1984) is een Zuid-Koreaans voormalig shorttrackster.

## Loopbaan
Tijdens de Olympische Winterspelen in Salt Lake City en Turijn behaalde ze met het Koreaanse aflossingsteam goud op de 3000 meter aflossing. Ook won ze beide malen zilver op de 1500 meter.
Op het WK 2002 viel Choi met een vierde plaats net buiten de medailles. In 2003 en 2004 behaalde ze de wereldtitel. In 2005 won ze nog eens zilver en in 2006 werd ze zesde.

## Persoonlijke records
| Afstand    | Tijd     | Datum      | Baan      | Land |
| ---------- | -------- | ---------- | --------- | ---- |
| 500 meter  | 44,496   | 24-09-2003 | Marquette | USA  |
| 1000 meter | 1.31,052 | 13-11-2005 | Bormio    | ITA  |
| 1500 meter | 2.20,978 | 11-03-2005 | Peking    | CHN  |
| 3000 meter | 5.01,976 | 22-09-2000 | Calgary   | CAN  |

Geraadpleegd op: 1/6/2007
1992: Cutrone, Daigle, Lambert, Perreault ·
1994: Chun, Kim S.-h., Kim Y.-m., Won ·
1998: An, Chun, Kim, Won ·
2002: Choi E.-k., Choi M.-k., Joo, Park ·
2006: Byun, Choi, Jeon, Jin, Kang ·
2010: Sun, Wang, Zhang, Zhou ·
2014: Cho, Kim, Kong, Park, Shim ·
2018: Choi, Kim A.-l., Kim Y.-j., Lee, Shim ·
2022: Van Kerkhof, Poutsma, Schulting, Velzeboer
1976: Celeste Chlapaty · 
1977: Brenda Webster · 
1978: Sarah Docter · 
1979: Sylvie Daigle · 
1980: Miyoshi Kato · 
1981: Miyoshi Kato · 
1982: Maryse Perreault · 
1983: Sylvie Daigle · 
1984: Mariko Kinoshita · 
1985: Eiko Shishii · 
1986: Bonnie Blair · 
1987: Eiko Shishii · 
1988: Sylvie Daigle · 
1989: Sylvie Daigle · 
1990: Sylvie Daigle · 
1991: Nathalie Lambert · 
1992: Kim So-hee · 
1993: Nathalie Lambert · 
1994: Nathalie Lambert · 
1995: Chun Lee-kyung · 
1996: Chun Lee-kyung · 
1997: Chun Lee-kyung/Yang Yang (A) · 
1998: Yang Yang (A) · 
1999: Yang Yang (A) · 
2000: Yang Yang (A) · 
2001: Yang Yang (A) · 
2002: Yang Yang (A) · 
2003: Choi Eun-kyung · 
2004: Choi Eun-kyung · 
2005: Jin Sun-yu · 
2006: Jin Sun-yu · 
2007: Jin Sun-yu · 
2008: Wang Meng · 
2009: Wang Meng · 
2010: Park Seung-hi · 
2011: Cho Ha-ri · 
2012: Li Jianrou · 
2013: Wang Meng · 
2014: Shim Suk-hee · 
2015: Choi Min-jeong · 
2016: Choi Min-jeong · 
2017: Elise Christie ·
2018: Choi Min-jeong ·
2019: Suzanne Schulting ·
2021: Suzanne Schulting ·
2022: Choi Min-jeong